# Glycyrrhiza astragalina
Glycyrrhiza astragalina là một loài thực vật có hoa trong họ Đậu. Loài này được William Jackson Hooker và George Arnott Walker Arnott mô tả khoa học đầu tiên năm 1833 theo thông tin từ John Gillies.

## Mẫu định danh
Cuming 812, thu thập tại thung lũng Uspallata, vùng núi Andes trong tỉnh Mendoza, Argentina.

## Phân bố
Loài này có tại Argentina và miền trung Chile.